# Осада Саати
Осада Саати (ит. Assedio di Saati) первое столкновение между колониальными войсками Королевства Италия и войсками Эфиопской империи во время итальянского завоевания Эритреи.
В 1885 году Италия оккупировала эритрейский порт Массауа, находившийся тогда в руках Египта, и превратила его в базу для последующей внутренней экспансии. Интересы Италии неизбежно столкнулись с интересами соседней Эфиопской империи, которая уже давно стремилась к выходу к Красному морю.
14 января 1887 года местность Саати в 28 км от Массауа была занята двумя ротами под командованием майора Джованни Боретти при поддержке 300 башибузуков. Здесь итальянцы закрепились на холме и построили на нем небольшой форт. Четыре дня спустя рас Алула написал генералу Карло Жене с просьбой, чтобы итальянцы в Саати оставили свои позиции. 24 января около 20 000 абиссинцев под командованием раса Алулы разбили лагерь в 5 км от форта Саати.
На рассвете 25 января на разведку лагеря раса был отправлен патруль, но после ожесточенной перестрелки, застигнутые врасплох, итальянцы были вынуждены укрыться в форте. Тем временем Боретти заметил попытку эфиопов обойти итальянские позиции с фланга и начал обстреливать вражеские войска внизу. Около полудня другой патруль заметил другие абиссинские войска, которые, оказавшись обнаруженными, массово атаковали форт. Как только противник подошёл к форту на 300 метров, итальянцы открыли огонь. Атака продолжалась около четырех часов, после чего эфиопы отступили.
В тот же вечер Боретти отправил гарнизону в Монкулло сообщение, в котором срочно просил подкрепления, боеприпасы и продовольствие. Утром 26 января колонна под командованием подполковника Томмазо Де Кристофориса вышла из Монкулло на выручку Боретти, но возле Догали была атакована и уничтожена войсками раса Алулы.
Учитывая отчаянное положение, майору Боретти ничего не оставалось, как покинуть форт Саати, что он и сделал вечером 27 января, прибыв в Монкулло на рассвете следующего дня, не будучи замеченным вражескими войсками. В марте 1887 года Саати был окончательно оккупирован итальянцами.